# Hungry Hearts (film 1922)
Hungry Hearts è un film muto del 1922 diretto da E. Mason Hopper.
Il soggetto del film è tratto dai racconti di Anzia Yezierska sulla vita degli immigrati ebrei nel Lower East Side di New York.

## Trama
La famiglia Levin è fuggita dall'Europa e ha trovato rifugio a New York, dove tutti i componenti della famiglia devono lavorare. Sara trova lavoro come donna delle pulizie e incontra David, nipote del loro padrone di casa Rosenblatt. David si innamora di Sara e le insegna a leggere e scrivere. Non vede l'ora di poter aprire un ufficio legale, essere libero da suo zio e sposare la ragazza. Lo zio interviene a dividere gli amanti, e quindi aumenta senza pietà l'affitto della famiglia Levin. Lo stress fa sì che la madre di Sara diventi temporaneamente isterica e danneggi le pareti dell'appartamento, e Rosenblatt li porta in tribunale. Il giovane avvocato David difende la famiglia contro suo zio. Gli amanti si riuniscono e la famiglia si trasferisce a vivere nei nuovi sobborghi della città, lontani dalle umiliazioni della vita nel ghetto.

## Produzione
Il film fu prodotto dalla Goldwyn Pictures Corporation

## Distribuzione
Distribuito dalla Goldwyn Pictures Corporation, il film uscì nelle sale cinematografiche  statunitensi  il 26 novembre 1922. Nel luglio 2010, al San Francisco Jewish Film Festival la pellicola è stata presentata in una versione restaurata con il contributo del National Center for Jewish Film, la Samuel Goldwyn Company, e il British Film Institute.